# 田川務

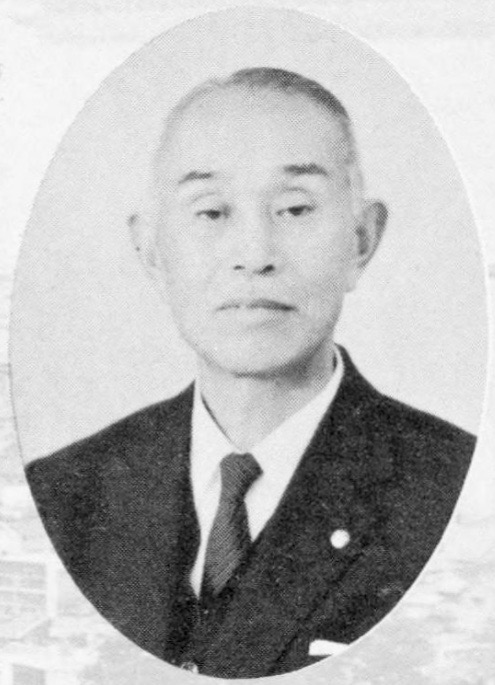
田川務

田川 務（たがわ つとむ、1897年（明治31年）12月15日 - 1977年（昭和52年）9月5日）は、日本の政治家。元長崎市長（在任1951年 - 1967年）。弁護士。長男は熊本県民テレビ元社長の田川融。外孫は第36代長崎市長の鈴木史朗。

## 概要
長崎県北高来郡小長井村（現諫早市小長井町）出身。田川光蔵の五男として生まれる。尋常小学校卒業後、長崎地方裁判所の給仕となり、その後、独学で弁護士の資格を得る。1951年（昭和26年）4月の長崎市長選挙で現職の公選初代市長大橋博と弁護士の木原津與志を破り初当選、以後4期16年に及び市長を務めた。
市長在任中、1955年（昭和30年）にアメリカ合衆国セントポール市と日本国内では初となる姉妹都市提携を結んだ。また、1958年（昭和33年）に原爆投下時に全壊した浦上天主堂の廃墟の撤去を決定。撤去後の跡地に翌1959年（昭和34年）に被爆前の天主堂を模した新しい天主堂が建てられた。撤去に至る経過についてはカトリック浦上教会#原爆遺構の保存問題を参照。
1967年（昭和42年）、4期目の任期切れに伴う市長選に出馬せず政界引退。1968年（昭和43年）、勲四等旭日小綬章受章。1969年（昭和44年）3月29日、長崎市名誉市民の称号を受けた。
1977年（昭和52年）9月5日、長崎市内の病院で死去（享年81）。同月19日、長崎市公会堂にて長崎市による公葬が営まれた。

## 家族
- 妻・澄子（1905年（明治38年）12月生） 
長崎県、永野伊三郎の五女[5]。
- 長男・融（1926年（大正15年）生） 
中央大学法学部法学科卒業[6]。日本テレビ放送網元常務取締役[6][7]。熊本県民テレビ元社長[7]。
- 長女・恵子（1931年（昭和6年）生）[5]
- 次女・智子（1933年（昭和8年）生） 
夫は長崎県教育委員会の委員長や長崎日米協会会長などを務めた鈴木一郎[5][8]。
- 外孫・鈴木史朗（1967年（昭和42年）7月16日生）